# Laika (företag)
Laika är ett amerikanskt produktionsbolag som specialiserat sig på stop-motion-animation och kommande live-action spelfilmer, kommersiellt innehåll för alla medier, musikvideor och kortfilmer. Studion är mest känd för sina stop-motion långfilmer Coraline och spegelns hemlighet, ParaNorman, Boxtrolls, Kubo och de två strängarna och Mysteriet om Herr Länk. Det ägs av Nikes medgrundare Phil Knight och ligger i Hillsboro, Oregon, en del av Portlands storstadsområde. Knights son, Travis Knight, fungerar som Laikas president och VD.

## Långfilmer
| Titel                           | Utgivningsdatum   | Regissör(er)                   | Kompositör                   | Distributör/samproduktion med               |
| ------------------------------- | ----------------- | ------------------------------ | ---------------------------- | ------------------------------------------- |
| Coraline och spegelns hemlighet | 6 februari 2009   | Henry Selick                   | Bruno Coulais                | Focus Features Pandemonium Films            |
| ParaNorman                      | 17 augusti 2012   | Sam Fell Chris Butler          | Jon Brion                    | Focus Features                              |
| Boxtrolls                       | 26 september 2014 | Graham Annable Anthony Stacchi | Dario Marianelli             | Focus Features                              |
| Kubo och de två strängarna      | 19 augusti 2016   | Travis Knight                  | Dario Marianelli             | Focus Features                              |
| Mysteriet om Herr Länk          | 12 april 2019     | Chris Butler                   | Carter Burwell               | Annapurna Pictures United Artists Releasing |
| Wildwood                        | 2025              | Travis Knight                  | Dario Marianelli Matías León | TBA                                         |